# Климовське сільське поселення (Ібресинський район)
Кли́мовське сільське поселення (рос. Климовское сельское поселение) — муніципальне утворення у складі Ібресинського району Чувашії, Росія. Адміністративний центр — село Климово.

## Населення
Населення — 1520 осіб (2019, 1749 у 2010, 1853 у 2002).

## Склад
До складу поселення входять такі населені пункти:
| Населений пункт          | Населення, осіб (2002) | Населення, осіб (2010) |
| ------------------------ | ---------------------- | ---------------------- |
| Алшихово, селище         | 30                     | 29                     |
| Климово, село            | 1058                   | 1015                   |
| Мерезень, селище         | 42                     | 47                     |
| Тойсі-Паразусі, присілок | 723                    | 658                    |